# Себастьян Лосада
Себастьян Лосада (ісп. Sebastián Losada, нар. 3 вересня 1967, Мадрид) — іспанський футболіст, що грав на позиції нападника.
Виступав, зокрема, за клуб «Реал Мадрид», а також національну збірну Іспанії.
Дворазовий чемпіон Іспанії. Дворазовий володар Кубка Іспанії. Триразовий володар Суперкубка Іспанії з футболу. 

## Клубна кар'єра
Народився 3 вересня 1967 року в місті Мадрид. Вихованець футбольної школи клубу «Реал Мадрид». 1984 року дебютував у складі головної команди королівського клубу, проте протягом наступних трьох сезонів грав виключно за команду дублерів, «Реал Мадрид Кастілья», а протягом сезону 1987/88 на умовах оренди захищав кольори «Еспаньйола».
Повернувшись з оренди до «Реала» у 1988 році, почав залучатися до ротації його основної команди, в якій провів наступні три сезони і демонстрував непогану результативність, забивши 13 голів у 37 іграх першості. За цей час двічі ставав чемпіоном Іспанії та тричі володарем Суперкубка Іспанії з футболу.
Протягом 1991—1993 років захищав кольори мадридського «Атлетіко» та «Севільї», в обох клубах провів по декілька ігор.
Завершив професійну ігрову кар'єру в «Сельта Віго», за команду якого виступав протягом 1993—1995 років, у цій команді був основним нападником.

## Виступи за збірні
1984 року дебютував у складі юнацької збірної Іспанії, взяв участь в 11 іграх на юнацькому рівні, відзначившись 5 забитими голами.
Протягом 1985–1990 років залучався до складу молодіжної збірної Іспанії. На молодіжному рівні зіграв у 12 офіційних матчах, забив 4 голи.
1995 року провів свою першу і єдину гру за національну збірну Іспанії.

## Титули і досягнення
- Чемпіон Іспанії (2):

«Реал Мадрид»: 1988-1989, 1989-1990
- Володар Кубка Іспанії (2):

«Реал Мадрид»: 1988-1989
«Атлетіко» (Мадрид):  1991-1992
- Володар Суперкубка Іспанії з футболу (3):

«Реал Мадрид»: 1988, 1989, 1990